# The Best of David Bowie 1969/1974
| Recensione                        | Giudizio |
| --------------------------------- | -------- |
| AllMusic                          | [ 1 ]    |
| Pitchfork                         | 8.9/10   |
| The Encyclopedia of Popular Music | [ 3 ]    |
| The Rolling Stone Album Guide     | [ 4 ]    |

The Best of David Bowie 1969/1974 è un album di raccolta del cantautore britannico David Bowie, pubblicato nel 1997.
La raccolta è notevole per l'inclusione di tre versioni rare di canzoni già altrimenti note: John, I'm Only Dancing (Sax version), incisa durante le sessioni per l'album Aladdin Sane; The Prettiest Star (Marc Bolan stereo version), il singolo originale del 1970 con Marc Bolan alla chitarra solista; e All the Young Dudes (Studio version) – con Bowie alla voce, registrata in studio nel 1973, prima di essere data ai Mott the Hoople.

## Tracce
Tutte le tracce sono state scritte da David Bowie, eccetto dove indicato.
1. The Jean Genie – 4:08
2. Space Oddity – 5:15
3. Starman – 4:18
4. Ziggy Stardust – 3:16
5. John, I'm Only Dancing (Sax version) – 2:42
6. Rebel Rebel – 4:30
7. Let's Spend the Night Together – 3:07 (Mick Jagger, Keith Richards)
8. Suffragette City – 3:27
9. Oh! You Pretty Things – 3:14
10. Velvet Goldmine – 3:11
11. Drive-In Saturday – 4:29
12. Diamond Dogs – 6:05
13. Changes – 3:34
14. Sorrow – 2:55 (Bob Feldman, Jerry Goldstein, Richard Gottehrer)
15. The Prettiest Star (Marc Bolan stereo version) – 3:14
16. Life on Mars? – 3:52
17. Aladdin Sane (1913-1938-197?) – 5:10
18. The Man Who Sold the World – 3:56
19. Rock 'n' Roll Suicide – 3:00
20. All the Young Dudes (Studio version) – 4:11